# Вілл Паттон
Вілл Паттон (англ. Will Patton; 14 червня 1954) — американський актор.

## Біографія
Вілл Паттон народився 14 червня 1954 року в місті Чарльстон, штат Південна Кароліна. Батько, Білл Паттон — драматург, актор і лютеранський священик. Навчався в школі мистецтв Північної Кароліни і акторській студії в Нью-Йорку. Виграв дві нагороди «Obie Awards» як найкращий актор у п'єсах «Дурень для любові» і «Що ж він побачив?». Знімався у таких фільмах, як «Силквуд» (1983), «Немає виходу» (1987), «Удар по системі» (1990), «Листоноша» (1997), «Армагеддон» (1998), «Каратель» (2004).

## Вибіркова фільмографія
| Рік  |   | Українська назва                     | Оригінальна назва              | Роль                   |
| ---- | - | ------------------------------------ | ------------------------------ | ---------------------- |
| 1983 | ф |                                      | Variety                        | Марк                   |
| 1983 | ф | Сілквуд                              | Silkwood                       | Джо                    |
| 1985 | ф |                                      | The Beniker Gang               | рейнджер               |
| 1985 | ф |                                      | Desperately Seeking Susan      | Вейн Нолан             |
| 1985 | ф | Після роботи                         | After Hours                    | Хорст                  |
| 1986 | ф |                                      | Chinese Boxes                  | Ленг Марш              |
| 1986 | ф |                                      | Belizaire the Cajun            | Метью Перрі            |
| 1987 | ф | Немає виходу                         | No Way Out                     | Скотт Прітчард         |
| 1988 | ф |                                      | Wildfire                       | Майк                   |
| 1988 | ф |                                      | Stars and Bars                 | Дуейн Гейдж            |
| 1989 | ф |                                      | Signs of Life                  | Містер Кафлін          |
| 1994 | ф | Клієнт                               | The Client                     | сержант Гардлі         |
| 1994 | ф | Ляльководи                           | The Puppet Masters             | доктор Грейвс          |
| 1995 | ф | Імітатор                             | Copycat                        | Ніколетті              |
| 1996 | ф | Втікачі                              | Fled                           | детектив Метью Гібсон  |
| 1997 | ф | Вигадане життя Ебботів               | Inventing the Abbotts          | Ллойд Еббот            |
| 1997 | ф | Листоноша                            | The Postman                    | генерал Віфлеєм        |
| 1998 | ф | Армагеддон                           | Armageddon                     | Чарлі Чаппл            |
| 1998 | ф | Я прокинувся рано в день моєї смерті | I Woke Up Early the Day I Died | священник              |
| 1999 | ф | Пастка                               | Entrapment                     | Гектор Круз            |
| 1999 | ф | Сніданок для чемпіонів               | Breakfast of Champions         | Мо, водій вантажівки   |
| 2000 | ф | Викрасти за 60 секунд                | Gone in Sixty Seconds          | Етлі Джексон           |
| 2000 | ф | Згадуючи Титанів                     | Remember the Titans            | Білл Йоаст             |
| 2002 | ф |                                      | The Mothman Prophecies         | Гордон Смоллвуд        |
| 2004 | ф | Каратель                             | The Punisher                   | Квентін Ґласс          |
| 2007 | ф | Її серце                             | A Mighty Heart                 | Рендалл Беннетт        |
| 2007 | ф | Кодове ім'я: Чистильник              | Code Name: The Cleaner         | Райлі                  |
| 2008 | ф | Венді і Люсі                         | Wendy and Lucy                 | механік                |
| 2009 | ф | Четвертий вид                        | The Fourth Kind                | шериф Аугуст           |
| 2009 | ф | Бруклінські копи                     | Brooklyn's Finest              | лейтенант Білл Хобартс |
| 2014 | ф | Людина листопада                     | The November Man               | Перрі Вайнштейн        |
| 2016 | ф | Американська любка                   | American Honey                 | ковбой                 |
| 2017 | ф | Меган Ліві                           | Megan Leavey                   | Джим                   |
| 2018 | ф | Гелловін                             | Halloween                      | Френк Хокінс           |
| 2019 | ф |                                      | Radioflash                     | Френк                  |
| 2020 | ф | Мінарі                               | Minari                         | Пол                    |
| 2021 | ф | Хребет диявола                       | The Devil Below                | Шутман                 |
| 2021 | ф | Судна ніч назавжди                   | The Forever Purge              | Калеб Такер            |
| 2021 | ф | Гелловін убиває                      | Halloween Kills                | Френк Хокінс           |
| 2022 | ф | Гелловін. Кінець                     | Halloween Ends                 | Френк Хокінс           |
| 2024 | ф | Горизонт: Американська сага          | Horizon: An American Saga      | Оуен Кіттредж          |